# Miranda Frost
Miranda Frost é uma personagem do filme 007 Um Novo Dia Para Morrer (Die Another Day), vigésimo da franquia cinematográfica de James Bond interpretada pela atriz inglesa Rosamund Pike.

## Características
Miranda Frost é o cerne de toda a traição que envolve James Bond no filme. No início, ela parece ser apenas uma assistente do vilão Gustav Graves, para quem trabalha como assessora de publicidade. Depois descobre-se que, além de criptologista, ela é uma campeã olímpica de esgrima e agente do MI6, organização a que trai para se juntar a Graves, que a dopou com sucesso para que ganhasse a medalha de ouro nas Olimpíadas e conseguiu a eterna lealdade da espiã.

## No filme
Miranda aparece quando escolta Graves como sua assistente, depois que o milionário desce de pára-quedas em frente ao Palácio de Buckingham. Depois, ela encontra Bond num clube de esgrima onde treina com Graves e Verity. Bond se engaja numa disputa com Graves que destrói metade do clube, mas após o desafio ele é convidado para conhecer seu Palácio de Gelo na Islândia. Ela então aparece na sala de M, no MI-6, recebendo instruções para averiguar Graves - para quem ela secretamente trabalha - e revela-se sua real identidade de agente do serviço secreto britânico, que, porém, é a traidora que passou informações sobre Bond aos norte-coreanos no início do filme e o fez passar mais de um ano prisioneiro na Coreia do Norte.
Miranda e Bond encontram-se novamente no Palácio de Gelo, numa recepção de Graves a convidados de todo mundo para fazer a apresentação oficial de seu satélite 'Icarus'. Depois que Bond deixa sorrateiramente o local para investigar o complexo e é supreendido por capangas de Graves, Frost intervém dizendo que ele a procurava, o leva para o quarto e os dois passam a noite juntos.
Na manhã seguinte, Bond descobre a real identidade de Frost e sua ligação com Graves, depois de ser preso por eles, mas consegue fugir, antes de participar de uma perseguição mortal de carros com Zao, o capanga assassino do milionário, a quem acaba matando.
No clímax do filme, Bond, Jinx, Graves e Miranda Frost, acabam se encontrando no interior de um Antonov russo de propriedade do milionário, voando sobre a Coreia. Na luta dos dois agentes contra os dois vilões, usando de sua habilidade com o sabre, Miranda desarma e fere Jinx no estômago - a quem já havia falhado em matar antes - e prepara-se para matá-la, no compartimento de carga do avião, quando comete o erro de fazer um discurso arrogante frente à adversária caída no chão. A agente, também hábil no uso de facas, aprendido nas ruas dos Estados Unidos, se aproveita de um discuido de Frost e crava-lhe uma adaga no peito, matando-a.